# 13e cérémonie du Prix Sud
La 13e cérémonie des Prix Sud a eu lieu le 23 septembre 2019 et a récompensé les films sortis entre le 1er octobre 2017 et le 30 septembre 2018.
Le film L'Ange (El Ángel) remporte sept prix mais c'est le film Rojo qui remporte celle du meilleur film et du meilleur réalisateur.

## Palmarès
| Meilleur film | Meilleur réalisateur |
| --- | --- |
| - L'Ange (El Ángel) - Joel, une enfance en Patagonie (Joel) - Compañeros (La noche de 12 años) - Rojo | - Luis Ortega — L'Ange (El Ángel) - Agustín Toscano — El motoarrebatador - Álvaro Brechner — Compañeros (La noche de 12 años) - Benjamín Naishtat — Rojo                                                 |
| Meilleur premier film | Meilleur film documentaire |
| - Retour de flamme (El amor menos pensado) - La reina del miedo - Los Corroboradores - El motoarrebatador | - El camino de Santiago - La boya - Las cinéphilas - Piazzolla, los años del tiburón |
| Meilleure actrice | Meilleur acteur |
| - Mercedes Morán — Familia sumergida - Antonella Costa — Dry Martina - Mercedes Funes — Yo soy así, Tita de Buenos Aires - Liliana Juárez — El motoarrebatador                                                 | - Darío Grandinetti — Rojo - Chino Darín — L'Ange (El Ángel) - Lautaro Delgado — Unidad XV, la fuga - Miguel Ángel Solá — El último traje                                                                |
| Meilleure actrice dans un second rôle | Meilleur acteur dans un second rôle |
| - Mercedes Morán — L'Ange (El Ángel) - Inés Estévez — Acusada - Andrea Frigerio — Rojo - Andrea Politti — Retour de flamme (El amor menos pensado)                                                             | - Daniel Fanego — L'Ange (El Ángel) - Diego Cremonesi — Rojo - Claudio Martínez Bel — Rojo - Luis Rubio — Retour de flamme (El amor menos pensado)                                                       |
| Révélation féminine | Révélation masculine |
| - Mercedes Funes — Yo soy así, Tita de Buenos Aires - Sandra Sandrini — La cama - Mora Arenillas — Invisible - Camila Plaate — El motoarrebatador                                                              | - Lorenzo Ferro — L'Ange (El Ángel) - Alejo Mango — La cama - Joel Noguera — Joel, une enfance en Patagonie (Joel) - Walter Rodríguez — Marilyn                                                          |
| Meilleur scénario original | Meilleur scénario adapté |
| - Juan Vera et Daniel Cúparo — Retour de flamme (El amor menos pensado) - Luis Ortega, Rodolfo Palacios et Seguio Olguin — L'Ange (El Ángel) - Agustín Toscano — El motoarrebatador - Benjamín Naishtat — Rojo | - Nicolás Gil Lavedra et Emiliano Torres — Las grietas de Jara - Álvaro Brechner — Compañeros (La noche de 12 años) - Fernanda Ribeiz — Natacha, la película - Andrés Aloi et Martino Zaidelis — Re loca |
| Meilleure photographie | Meilleur montage |
| - Javier Juliá — Animal - Julián Apezteguía — Joel, une enfance en Patagonie (Joel) - Iván Gierasinchuck — L'Ange (El Ángel) - Hugo Colace — Yo soy así, Tita de Buenos Aires                                  | - Guillermo Gatti — L'Ange (El Ángel) - Anabela Lattanzio — Mi obra maestra - Alejandro Carrillo Penovi — Piazzolla, los años del tiburón - Andrés Quaranta — Rojo                                       |
| Meilleur design artistique | Meilleur costume |
| - Mercedes Alfonsín — Retour de flamme (El amor menos pensado) - Julia Freid — L'Ange (El Ángel) - Mariela Rípodas — Familia sumergida - Laura Musso — Compañeros (La noche de 12 años)                        | - Mónica Toschi — Retour de flamme (El amor menos pensado) - Julio Suárez — L'Ange (El Ángel) - Motse Sancho — El último traje - Jam Monti — Rojo                                                        |
| Meilleur son | Meilleur maquillage |
| - Guido Berenblum — Acusada - José Luis Díaz — L'Ange (El Ángel) - Fernando Ribero — Rojo - Jorge Stavrópulos — Te esperaré                                                                                    | - Alberto Moccia — Animal - Marcos Berta — Aterrados - Marisa Amenta — L'Ange (El Ángel) - Almudena Fonseca — Compañeros (La noche de 12 años)                                                           |
| Meilleure musique originale | |
| - Pedro Onetto — Animal - Gabriel Fernández Capello — La reina del miedo - Emilio Kauderer et Alejandro Kauderer — Mi obra maestra - Pablo Borghi — No llores por mí, Inglaterra                               | |